# Palles
Palles (Pluraletantum) ist ein kleiner Fluss im nordwestlichen Zentralmassiv von Frankreich, der im Département Creuse der Region Nouvelle-Aquitaine und im Département Indre der Region Centre-Val de Loire nordwestlich der Stadt Montluçon verläuft.

## Geografie

### Verlauf
Der Fluss entspringt im nordöstlichen Gemeindegebiet von Bussière-Saint-Georges einem kleinen Stausee, entwässert generell in nordwestlicher Richtung und mündet nach rund 15 Kilometern im Gemeindegebiet von Sainte-Sévère-sur-Indre als linker Nebenfluss in die Indre.
Hinweis: In manchen Kartenwerken wird Palles als Nebenfluss des Rio Brûlé ausgewiesen!

### Orte am Fluss
(Reihenfolge in Fließrichtung)
- La Chaumette, Gemeinde Bussière-Saint-Georges
- Montmarson, Gemeinde Bussière-Saint-Georges
- La Pérouse, Gemeinde Vijon
- Vijon
- La Paire, Gemeinde Vijon
- Chassières, Gemeinde Vigoulant
- Le Sauzais, Gemeinde Pérassay
- Belfat, Gemeinde Sazeray
- Villaines, Gemeinde Sainte-Sévère-sur-Indre
- La Minoterie, Gemeinde Sainte-Sévère-sur-Indre